# أندرية (فيروزكوه)
أندرية (بالفارسية: اندریه) هي مستوطنة تقع في قسم دوبلوك الريفي (مقاطعة فيروزكوه) في إيران. يقدر عدد سكانها بـ 378 نسمة بحسب إحصاء 2016.